# آذر عظیما
آذرمیدخت عظیما (حنانه)  (زاده ۱۳۰۶  در اصفهان) که بیشتر با نام آذر عظیما شناخته می‌شود خواننده ایرانی است.
او از سال ۱۳۳۳ همکاری خود را با رادیو آغاز کرد. اولین آهنگش ساخته‌ای از ابوالحسن صبا با شعری از ابوالحسن ورزی بوده‌است. از اولین خوانندگان برنامه‌های گلها بود. او اولین برنامه یک شاخه گل را با ویولن ابوالحسن صبا و سنتور فرامرز پایور اجرا کرد. آهنگ راه شیراز از کارهای وزینی است که با ارکستر فارابی به سرپرستی همسرش مرتضی حنانه به اجرا درآورده است. آهنگهای محلی زیبایی در برنامه‌های گلهای صحرایی اجرا کرده‌است. وی اولین بانوی آوازه خوان از شهر اصفهان است.

## آثار
- گلهای صحرائی شماره ۳
- گلهای صحرائی شماره ۵
- یک شاخه گل شماره ۲۰
- (یار می‌گوید الله دلدار می‌گوید الله)
- گلهای صحرائی شماره ۶
- یک شاخه گل برنامه شماره: ۳۲
- (تا به دیدنُم آیی)
- یک شاخه گل برنامه شماره :۴۱
- برگ سبز برنامه شماره: ۷۶
- (صبح است و صبا مشک فشان می‌گذرد)
- یک شاخه گل برنامه شماره: ۱۳۲
- (تا به دیدنم آیی + یار می‌گوید الله دلدار می‌گوید الله)
- یک شاخه گل برنامه شماره :۲۰۳
- (امشب شب مهتابه)
- یک شاخه گل برنامه شماره: ۱۴۰
- یک شاخه گل برنامه شماره: ۱۴۱
- (مدتی در ره عشق تو دویدیم بس است)
- گلهای صحرایی شماره: ۴۵ (شیرین جان)
- گلهای صحرایی شماره: ۶۰ (لب بوم اومدی رخ تازه کردی)
- و تعدادی یک شاخه گل اولیه
- و یک شاخه گل به یاد ابوالحسن صبا
- برنامه های موسیقی ایرانی رادیو ایران
- موسیقی ایرانی : مطرب عشق
  - اشعار: حافظ
  - آهنگساز: مهدی خالدی
- موسیقی ایرانی : دل بیگناه من
  - اجرا: آذر عظیما
  - آواز : فاریا (قاسم قُراب)
- موسیقی ایرانی : افسانه من
  - اجرا: آذر عظیما
  - آواز : ایرج
  - آهنگساز : بزرگ لشگری
- دل غافل
  - آهنگساز: مهدی خالدی
  - سراینده: نواب صفا
- دو صدایی زرافشان
  - با صدای روانبخش و آذر عظیما
  - آهنگ: عطاالله خرم
  - شعر: نوذر پرنگ
- دو صدایی شمع و پروانه
  - به خوانندگی صمد پیوند و آذر عظیما
- دو صدایی عقل و عشق
  - اجرا: امین‌الله رشیدی و آذر عظیما
  - آهنگساز: ناصر زرآبادی
  - ترانه‌سرا: کریم فکور
- دو صدایی عشق آتشین
  - اجرا: امین‌الله رشیدی و آذر عظیما
  - آهنگساز: آشنا (امین‌الله رشیدی)
  - سراینده: کریم فکور